# Kolf
Kolf は KDE 向けのパターゴルフゲームである。

## 概要
Kolf は Jason Katz-Brown により 2002 年に開発が始まった。現在は kdegames パッケージに含まれている。
ゲームは俯瞰的な視点で表示され、プレイヤーはゴルフクラブを表す短い棒を操作してボールをホールに導く。Kolf には、池、坂、バンカー、ワープするブラックホールなど、多様な種類のオブジェクトが存在する。Kolf はコースエディタが含まれており、ユーザーは自身のコースを作成することができる。またプラグインシステムによって、独特のオブジェクトをコースに設置することもできる。

## コースデザイン
Kolf の "Really Easy" のコースは、漢数字や日本語での数字単位の読み方（"オク"など）を用いてデザインされている。